# Соколиный (посёлок)
Соколиный — посёлок в Любимского района Ярославской области. Входит в состав городского поселения Любим.

## История
В 1965 г. Указом Президиума ВС РСФСР поселок льнозавода переименован в Соколиный.

## Природные условия
Расположен на правом берегу реки Обноры. 

## Население
| 2007 | 2010 |
| ---- | ---- |
| 112  | ↘97  |